# بطولة الأندية الآسيوية 1989–90
بطولة الأندية الآسيوية 1989–90 هو الموسم 9 من دوري أبطال آسيا. أشرف على تنظيمه الاتحاد الآسيوي لكرة القدم، وكان عدد الأندية المشاركة فيه 27، وفاز فيه Liaoning F.C. ‏.

## نتائج الموسم
الذهاب
يوكوهاما مارينوس نيسان ( اليابان ) 1 لياونينج ( الصين ) 2
الإياب
لياونينج ( الصين ) 1 يوكوهاما مارينوس نيسان ( اليابان ) 1